# Cnemidocarpa
Cnemidocarpa (лат.) — род оболочников из семейства Styelidae класса асцидий (Ascidiacea).

## Фармакология
Асцидии характеризуются широким спектром вторичных метаболитов, обладающих биологически активными свойствами. Многие Cnemidocarpa являются источником новых биологически-активных и фармакологических препаратов. Метаболиты включают, в частности, разнообразные галогенированные производные, включая бромированные и иодинированные соединения, такие как производные тирозина. Из одиночного оболочника Cnemidocarpa irene, обитающего у берегов Японии, получены бета-карболины, включая несколько бромированных бета-карболинов: иренекарболины A и B и несколько производных 8-оксоизогуанина, являющиеся ингибиторами ацетилхолинэстеразы. Из Cnemidocarpa stolonifera, обитающего в тропической и субтропической зонах восточного побережья Австралии, выделены соединения класса амидных производных тауринa — столонины A, B и C, представляющие собой конъюгаты таурина с 3-индолглиоксиловой кислотой, и производные карбоновой кислоты хинолин-2-карбоновая кислотая и β-карболин-3-карбоновая кислотая, которые вызывают апоптоз раковых клеток.

## Экология
Виды Cnemidocarpa подвержены поражению эндопаразитическим копеподом Haplostoma gibberum.

## Список видов
Род включает следующие виды:
- Cnemidocarpa acanthifera F. Monniot, 2011
- Cnemidocarpa aculeata Kott, 1985
- Cnemidocarpa alentura Herdman, 1906
- Cnemidocarpa alisi Monniot, 1992
- Cnemidocarpa amphora Kott, 1992
- Cnemidocarpa annectens Hartmeyer, 1921
- Cnemidocarpa areolata Heller, 1878
- Cnemidocarpa barbata Vinogradova, 1962
- Cnemidocarpa bathyphila Millar, 1955
- Cnemidocarpa bicornuta Sluiter, 1900)
- Cnemidocarpa bifurcata Millar, 1964
- Cnemidocarpa bythia Herdman, 1881
- Cnemidocarpa calypso Monniot, 1970
- Cnemidocarpa campylogona Millar, 1988
- Cnemidocarpa cirrata Ärnbäck, 1922
- Cnemidocarpa clara Hartmeyer, 1906
- Cnemidocarpa clipeata Ärnbäck, 1921
- Cnemidocarpa completa Kott, 1985
- Cnemidocarpa concha Monniot, 2002
- Cnemidocarpa cornicula Monniot, 1978
- Cnemidocarpa devia Ärnbäck, 1931
- Cnemidocarpa digonas Monniot C. & Monniot F., 1968
- Cnemidocarpa drygalskii Hartmeyer, 1911
- Cnemidocarpa effracta Monniot, 1978
- Cnemidocarpa eposi Monniot & Monniot, 1994
- Cnemidocarpa fertilis Hartmeyer, 1906
- Cnemidocarpa finmarkiensis Kiaer, 1893
- Cnemidocarpa fissa Kott, 1985
- Cnemidocarpa floccosa Sluiter, 1904
- Cnemidocarpa hemprichi Hartmeyer, 1916
- Cnemidocarpa humilis Heller, 1878
- Cnemidocarpa incubita Sluiter, 1904
- Cnemidocarpa intestinata Kott, 1985
- Cnemidocarpa irene Hartmeyer, 1906
- Cnemidocarpa jacens Monniot & Monniot, 2003
- Cnemidocarpa javensis Millar, 1975
- Cnemidocarpa joannae Herdman, 1898
- Cnemidocarpa lapidosa Herdman, 1906
- Cnemidocarpa lobata Kott, 1952
- Cnemidocarpa longata Kott, 1954
- Cnemidocarpa margaritifera Michaelsen, 1919
- Cnemidocarpa minuta Herdman, 1881
- Cnemidocarpa miyadii Tokioka, 1949
- Cnemidocarpa mollis Stimpson, 1852
- Cnemidocarpa mollispina Ärnbäck, 1922
- Cnemidocarpa mortenseni Hartmeyer, 1912
- Cnemidocarpa nisiotis Sluiter, 1900
- Cnemidocarpa nordenskjöldi Michaelsen, 1898
- Cnemidocarpa novaezelandiae Michaelsen, 1912
- Cnemidocarpa ochotense Sanamyan, 1992
- Cnemidocarpa ohlini Michaelsen, 1898
- Cnemidocarpa oligocarpa Sluiter, 1885
- Cnemidocarpa otagoensis Brewin, 1952
- Cnemidocarpa pedata Herdman, 1881
- Cnemidocarpa personata Herdman, 1899
- Cnemidocarpa pfefferi Michaelsen, 1898
- Cnemidocarpa platybranchia Millar, 1955
- Cnemidocarpa posthuma Hartmeyer, 1927
- Cnemidocarpa psammophora Millar, 1962
- Cnemidocarpa quadrata Herdman, 1881
- Cnemidocarpa radicata Millar, 1962
- Cnemidocarpa radicosa Herdman, 1882
- Cnemidocarpa ramosa Nishikawa, 1991
- Cnemidocarpa recta Monniot, 1991
- Cnemidocarpa reticulata Millar, 1975
- Cnemidocarpa rhizopus Redikorzev, 1907
- Cnemidocarpa robinsoni Hartmeyer, 1916
- Cnemidocarpa sabulosa Glémarec & Monniot C., 1966
- Cnemidocarpa schumacheri Monniot, 2002
- Cnemidocarpa sedata Sluiter, 1904
- Cnemidocarpa sericata Herdman, 1888
- Cnemidocarpa serpentina Sluiter, 1912
- Cnemidocarpa squamata Lützen, 1970
- Cnemidocarpa stewartensis Michelsen, 1922
- Cnemidocarpa stolonifera Herdman, 1899
- Cnemidocarpa subpinguis Herdman, 1923
- Cnemidocarpa tenerispinosa Tokioka & Nishikawa, 1978
- Cnemidocarpa tinaktae Van Name, 1918
- Cnemidocarpa traustedti Sluiter, 1890
- Cnemidocarpa tribranchiata Kott, 1992
- Cnemidocarpa tripartita Kott, 1985
- Cnemidocarpa univesica F. Monniot, 2011
- Cnemidocarpa verrucosa Lesson, 1830
- Cnemidocarpa victoriae Monniot & Monniot, 1983
- Cnemidocarpa zenkevitchi Vinogradova, 1958